# اعترافات آلیستر کراولی

روی جلد «اعترافات آلیستر کراولی».

اعترافات آلیستر کراولی: یک خود قدیس نویسی (به انگلیسی: The Confessions of Aleister Crowley : An Autohagiography) ، نوشتهٔ آلیستر کراولی (۱۹۴۶-۱۸۷۵)، کتابی در ۶ فصل می‌باشد. دو فصل نخستین آن در سال ۱۹۲۹ میلادی تحت عنوان «یک خود قدیس نویسی» منتشر شد که منظور از نامِ آن نوشتن زندگی‌نامهٔ قدیس به دست خودش می‌باشد، عنوانی که کراولی می‌خواست پیوندی داده باشد با برادران پلیموت که از این نام برای خودشان استفاده می‌کردند. کراولی به عنوان یکی از اعضایشان پرورش داده شده بود.( آخر الزمان)

## فهرست
- در باب پگاه زرین
- تجربهٔ عرفانی
- ظهور عصر هورس
- آثار جادویی
- مغ
- در مغاک تلما